# Angelo Baratti
Angelo Baratti (Vigevano, 1º gennaio 1914 – ...) è stato un calciatore italiano, di ruolo portiere.

## Carriera
Ha giocato in Serie B per complessive sei stagioni: tre nello Spezia (con cui ha anche vinto un campionato di Serie C), due al Vigevano ed una al Palermo.
In seguito ha partecipato nuovamente al campionato di Serie C, stavolta con la maglia della Frattese.
Per una stagione è stato il secondo portiere del Milan in Serie A, senza però scendere in campo.

## Palmarès

### Club

#### Competizioni nazionali
- Serie C: 1

Spezia: 1935-1936